# Нинецьке сільське поселення
Нине́цьке сільське поселення (рос. Нынекское сельское поселение) — муніципальне утворення в складі Можгинського району Удмуртії, Росія. Адміністративний центр — село Нинек.
Населення — 920 осіб (2015; 971 в 2012, 959 в 2010).
До складу поселення входять такі населені пункти:
| Населений пункт        | Населення, осіб (2010) | Населення, осіб (2012) |
| ---------------------- | ---------------------- | ---------------------- |
| Вішур, присілок        | 10                     | 9                      |
| Давкіно, присілок      | 70                     | 75                     |
| Єрошкіно, присілок     | 71                     | 72                     |
| Малий Кармиж, присілок | 77                     | 81                     |
| Нинек, село            | 471                    | 474                    |
| Решетніково, присілок  | 129                    | 131                    |
| Сосмак, присілок       | 131                    | 129                    |

В поселенні діють школа, садочок, 3 фельдшерсько-акушерських пункти, клуб, 2 бібліотеки.
Серед промислових підприємств працює ТОВ СПК «Промінь».

## Історія
До революції територія поселення входила до складу Васильєвської волості Єлабузького повіту. В 1921 році при утворені Вотської АО, волость відійшла до складу Можгинського повіту. В 1924 році на території Троцької волості була утворена Вішурська сільська рада з центром в селі Вішур. В січня 1928 року адміністративний центр ради був перенесений до села Нинек, але сама назва ради залишилась до лютого 1941 року. 1929 року сільрада увійшла до складу Граховського району, 1935 року — до складу Бемизького району, 27 листопада 1956 року — до складу Можгинського району. 29 вересня 1959 року з Новоошмеської сільради були передані населені пункти Красноперовка, Мултанка, Ольховка та Сосмак. 1967 року із реєстру було видалене Мокшур, 1978 року — Красноперовка, Мултанка і Ольховка.